# Ernest Tubb Midnight Jamboree
Ernest Tubb Midnight Jamboree ist eine US-amerikanische Radio-Country-Sendung, die von WSM aus Nashville gesendet wird.

## Geschichte

### Gründung durch Ernest Tubb

Der Ernest Tubb Record Shop in Nashville

1947 eröffnete der Country-Musiker Ernest Tubb, damals bereits mit Hits wie Walking the Floor Over You und durch die Grand Ole Opry bekannt geworden, den Ernest Tubb Record Shop am Broadway in Nashville. Kurz danach initiierte er das Midnight Jamboree, wie die Opry eine Live-Show, die über WSM übertragen wurde. Jedoch fand das Jamboree in seinem Plattenladen statt und folgte der Opry in der Sendezeit, was bedeutete, dass Beginn um Mitternacht war (engl. midnight = Mitternacht). Die Show hatte er organisiert, um seinem Laden Werbung zu verschaffen, aber vor allem, um auch jungen talentierten Musikern die Chance zu geben, bei einem bekannten und weitreichend hörbaren Sender zu spielen. Diese unbekannten Musiker entdeckte er oft auf seinen Tourneen durch das Land, wenn sie in seinem Vorprogramm spielten.
Das Midnight Jamboree stellte sich schnell als erfolgreich heraus und große Stars der Country-Musik kamen auf Tubbs Bühne, wie zum Beispiel Johnny Cash, Loretta Lynn, Charley Pride, Elvis Presley oder die Wilburn Brothers. Weniger bekannte Musiker wie George McCormick, Roy Duke und Hayden Thompson bekamen ebenfalls die Gelegenheit, in Tubbs Jamboree aufzutreten.

### Gegenwart
Trotz Tubbs Tod 1984 läuft die Show bis heute weiter. Momentan wird das Jamboree von Jennifer Herron und gastweise von Eddie Stubbs moderiert. Jeden Samstagabend führt ein Star der Country-Musik durch die Show wie Charlie Louvin, David Frizzell, Jesse McReynolds, Marty Stuart, Bobby Osborn, Ralph Stanley, Bill Anderson, Wanda Jackson oder die Stoneman Family. Zu Beginn jeder Show wird – wie seit Beginn – Tubbs erster Hit Walking the Floor Over You gespielt und während der Show ein Jimmie-Rodgers-Songs, Tubbs großem Idol. Das Midnight Jamboree wechselte vor einiger Zeit den Ort und wird nun im Texas Troubadour Theatre im Music Valley nahe Opryland, der Heimat der Grand Ole Opry, abgehalten.

## Gäste und Mitglieder
| - Charlie Louvin - Jesse McReynolds - David Frizzell - Marty Stuart - Bobby Osborn - Barbara Fairchild - Bill Anderson - Ralph Stanley - Razzy Bailey - Wanda Jackson - The Stoneman Family - George Hamilton IV. - Rhonda Vincent - Stonewall Jackson - Jack Clement | - Loretta Lynn - Johnny Cash - Elvis Presley - Charley Pride - George McCormick - Johnny Jay - Hayden Thompson - Roy Duke - Tennessee Ernie Ford - Wilburn Brothers - Patsy Cline - Junior Thompson - Ernie Ashworth |